# Soridopsis biapicata
Soridopsis biapicata är en skalbaggsart som beskrevs av Stefan von Breuning 1940. Soridopsis biapicata ingår i släktet Soridopsis och familjen långhorningar. Inga underarter finns listade i Catalogue of Life.